# The Master's University
La Universidad de Master (The Master's University en inglés) es una de las universidades cristianas privadas más reconocidas de Estados Unidos de América y del mundo. La revista Forbes situó a la universidad dentro de las primeras 100 universidades en el occidente de los Estados Unidos. En 2015 la escuela de negocios fue catalogada como la número por el ranking NASBA del estado de California en cuestiones de calificaciones del CPA, sobrepasando las escuelas de negocios de la Universidad del Sur de California, Universidad de Stanford, Universidad Barkeley y UCLA.
La Universidad de Master es miembro de la Asociación Occidental de Escuelas y Universidades, siendo una de las 105 universidades en los Estados Unidos que pertenecen al Consejo para Universidades y Universidades cristianas.

## Historia
La universidad fue fundada en 1927 como Colegio y Seminario Bautista de Los Ángeles En 1961 se mudó a Newhall, Santa Clarita, California. En 1985, John MacArthur fue nombrado presidente de la universidad. Ese mismo año su nombre fue cambiado a Colegio Master's (The Master's College). En 2016, la universidad volvió a cambiar de nombre al postularse como universidad y no colegio. Hoy en día la universidad lleva el nombre de Universidad Master's (The Master's University).

## Facultades y escuelas
- Facultad de posgrados teológicos The Master's Seminary
- Faculta de estudios bíblicos
- Escuela de negocios
- Escuela de comunicaciones
- Computación y ciencias informáticas
- Filología
- Historia
- Educación
- Matemáticas
- Música
- Ciencias políticas
- Ciencias

## Deportes
Los equipos de la universidad compiten en la Conferencia Atlética del Golden State (Golden State Athletic Conference) de la Asociación Nacional de Atletas Intercolegiales (National Association of Intercollegiate Athletics). La universidad también es un miembro de la Asociación Nacional Atlética de Universidades Cristianas (National Christian College Athletic Association). Los deportes incluyen:
- Béisbol
- Baloncesto
- Golf
- Fútbol
- Atletismo
- Voleibol

Curtis Lewis, entrenador en jefe del equipo de fútbol femenino, ganó el título de Entrenador de Fútbol Femenino del Año de NAIA en 2008. En 2009, Jim Rickard ganó el título de Entrenador de Fútbol Masculino de NAIA del año.

## Seminario

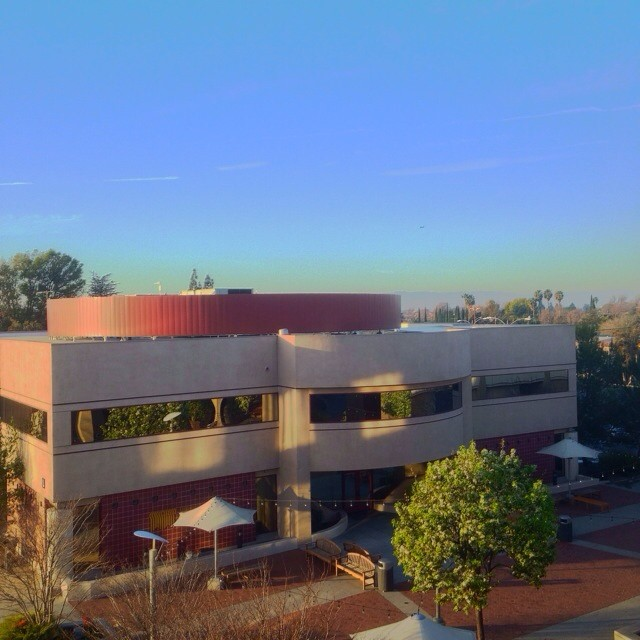
Edificio del Seminario de Master en Sun Valley, California.

El seminario The Master's Seminary es la división en la escuela de posgrados teológicos de la Universidad de Master. Localizado en el campus de la iglesia Grace Community Church en Sun Valley, California. El seminario abrió sus puertas en otoño de 1986 bajo el liderazgo del expositor bíblico, pastor y autor John MacArthur. Desde entonces, TMS ha sido reconocido por su excelencia a la hora de preparar predicadores para la obra del ministerio, capacitándolos para interpretar la Escritura y exponer la verdad con fidelidad.

### Historia
Durante años los ancianos de la iglesia Grace Community Church, bajo el liderazgo del Dr. John MacArthur, tuvieron el sueño de comenzar un programa que les permitiera capacitar a hombres para el ministerio en el contexto de la iglesia local. Tal deseo de vio cumplido en 1977 cuando el Seminario Teológico de Talbot aceptó el establecimiento de una extensión de su seminario en el campus de Grace Church. El seminario inició su primer año con noventa y cinco estudiantes y cuatro profesores de tiempo completo y recibió su acreditación por parte del gobierno en 1988 bajo la asociación académica Wester Association of Schools and Colleges (WASC).

### Creencias doctrinales
Teológicamente, el seminario se ha caracterizado por ser conservador y evangélico, afirmando la inerrancia bíblica, una perspectiva Reformada de la sotereología y una posición Escatológicadispensacionalista y premilenialista. Cuentan con una declaración doctrinal la cual cubre cada uno de sus creencias doctrinales de manera sistemática.

### Programas académicos
El seminario está acreditado por parte de la asociación Western Association of Schools and Colleges, Senior College and University Commission (WSCUC). La facultad ofrece los siguientes posgrados:
- Diploma en Teología (Dip.Th.)
- Licenciatura en Teología (B.Th.)
- Maestría en Divinidades (M.Div.)
- Maestría en Teología (Th.M.)
- Doctorado en Ministerio (D.Min.)
- Doctorado en Teología (Th.D.) o Doctorado en Filosofía (Ph.D.)

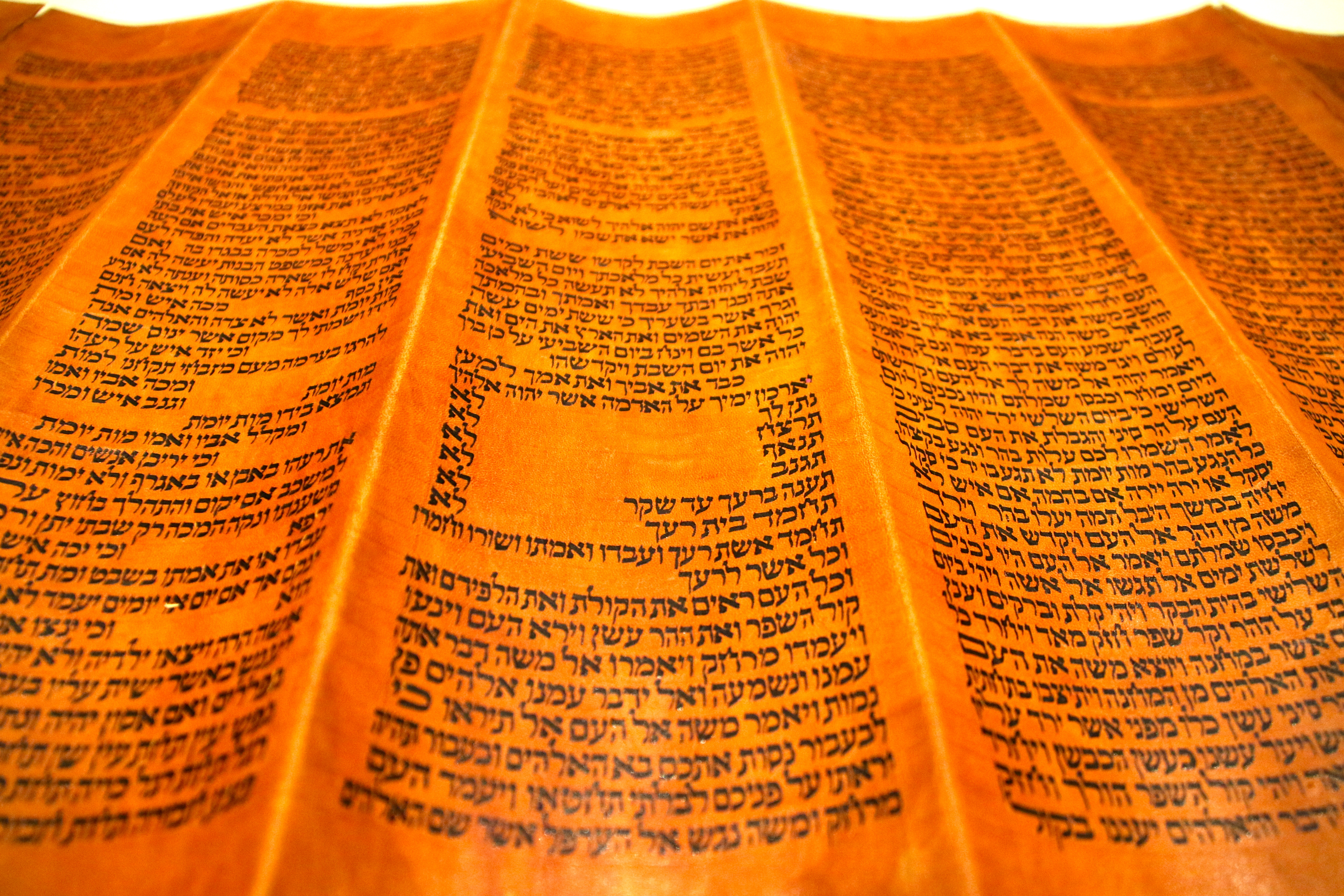
Un rollo de la Torá en la biblioteca del Seminario de Master.

### Biblioteca
La biblioteca del seminario comenzó en 1986 con 7,000 volúmenes. La colección se ha incorporado en una importante colección de estudios bíblicos y teológicos de más de 350.000 volúmenes. La colección de la biblioteca está disponible en línea a través de los Sistemas Voyager y Primo de Ex Libris. La biblioteca proporciona acceso a una amplia variedad de bases de datos de investigación, incluyendo ATLA, Thesaurus Linguae Graecae (TLG), Early American Imprints, Ad Fontes y otros textos clásicos Protestantes. 
La colección también tiene una sala dedicada a la historia de la Biblia inglesa y tiene ejemplos de las Biblias en inglés de la era de 1523 a 1611. La colección incluye una Biblia King James de 1611 la llamada "Biblia", varias ediciones de La Biblia de Ginebra, junto con los originales y facsímiles de la Biblia de Wycliffe (1382), la Biblia de Tyndale (1523), la Biblia de Coverdale (1535), la Biblia de Mateo (1537), la Gran Biblia (1539) y la Biblia de los Obispos 1568). Recientemente, un Rollo de la Torá del siglo XVII fue donado al seminario y estará en exhibición en la biblioteca en un futuro próximo.